# Bolyphantes sacer
Bolyphantes sacer là một loài nhện trong họ Linyphiidae.
Loài này thuộc chi Bolyphantes. Bolyphantes sacer được Andrei V. Tanasevitch miêu tả năm 1986.